# A Pequena Sereia (filme de 2023)
The Little Mermaid (bra/prt: A Pequena Sereia) é um longa-metragem de fantasia musical estadunidense, dirigido por Rob Marshall a partir de um roteiro de Jane Goldman e David Magee. Produzido pela Walt Disney Pictures, é uma adaptação em live-action do filme de animação de 1989 com o mesmo nome, que é vagamente baseado no conto homônimo de Hans Christian Andersen. Os produtores são Marshall, John DeLuca, Marc Platt e Lin-Manuel Miranda, este último que co-escreveu novas canções para o remake com o compositor/cocompositor do filme original, Alan Menken, com Menken também retornaram para compor a partitura. O filme é estrelado por Halle Bailey, Jonah Hauer-King, Melissa McCarthy e Javier Bardem com Daveed Diggs, Jacob Tremblay e Awkwafina em papéis de voz. A Pequena Sereia acompanha a princesa sereia Ariel que é fascinada com o mundo humano e faz um acordo com a traiçoeira bruxa do mar Úrsula para trocar sua voz por pernas humanas, a fim de impressionar o príncipe Eric, que é salvo de um naufrágio por ela, antes que o tempo acabe.
Os planos para um remake de A Pequena Sereia, de 1989, foram confirmados em maio de 2016. Em dezembro de 2017, a Disney anunciou que Marshall estava sendo cortejado para dirigir o filme. Bailey, Tremblay, Awkwafina e o resto do elenco assinaram entre julho e novembro de 2019. A produção deveria começar em Londres entre o final de março e o início de abril de 2020, mas foi adiada pela pandemia de COVID-19. As filmagens aconteceram principalmente no Pinewood Studios, na Inglaterra, e na ilha da Sardenha, na Itália, entre janeiro e julho de 2021. O filme foi dedicado a Howard Ashman, que escreveu as canções do filme de animação de 1989, além de ter sido um dos produtores da animação.
A Pequena Sereia estreou no Dolby Theatre em Los Angeles em 8 de maio de 2023, seguido pela estreia em Londres no Odeon Luxe Leicester Square em 15 de maio de 2023, e foi lançado nos cinemas do Brasil em 25 de maio de 2023 e no dia seguinte nos EUA, em RealD 3D, IMAX, Dolby Cinema e 4DX, assim como nos cinemas convencionais. O filme recebeu críticas positivas dos críticos, que elogiaram as performances do elenco (particularmente as de Bailey e McCarthy), e as sequências musicais, mas criticaram os efeitos visuais. Nas bilheterias, o filme se saiu relativamente bem, mas muito abaixo do esperado fora dos Estados Unidos. Antes mesmo da estreia, muitos fãs do filme de animação de 1989 criticaram a escalação de Halle como Ariel e fizeram campanhas para boicotar o filme, o que, segundo analistas, prejudicou o desempenho nas bilheterias, principalmente nos países da Ásia, onde o filme teve um desempenho muito abaixo de outros live-actions do estúdio. Mas, mesmo com esse boicote, o filme foi muito bem nas bilheterias nos Estados Unidos e em parte da América Latina, da Europa e da Oceania. O filme também conseguiu, apesar dos boicotes e do desempenho abaixo do esperado, ficar em nono lugar nas maiores bilheterias dos cinemas em 2023.
Com um orçamento de U$ 240,2 milhões, A Pequena Sereia tornou-se o segundo remake em live-action mais caro da Disney, atrás apenas de O Rei Leão.

## Elenco
| Ator/Atriz           | Personagem    | Dobradores     | Dubladores           |
| -------------------- | ------------- | -------------- | -------------------- |
| Halle Bailey         | Ariel         | Soraia Tavares | Laura Castro         |
| Jonah Hauer-King     | Eric          | Ricardo Soler  | Ítalo Luiz           |
| Melissa McCarthy     | Úrsula        | Tânia Alves    | Andrezza Massei      |
| Daveed Diggs (voz)   | Sebastião     | João Frizza    | Yuri Chesman         |
| Awkwafina (voz)      | Sabidão       | Ana Cloe       | Priscilla Concepcion |
| Jacob Tremblay (voz) | Linguado      | —              | Pedro Burgarelli     |
| Javier Bardem        | Rei Tritão    | —              | Marco Antônio Abreu  |
| Noma Dumezweni       | Rainha Selina | —              | Tania Viana          |
| Jude Akuwudike       | Grimsby       | —              | Marcelo Pissardini   |
| Jessica Alexander    | Vanessa       | —              | Michelle Giudice     |
| Jodi Benson          | Mercadora     | —              | Marisa Leal          |

- Halle Bailey como Ariel, uma sereia e filha mais nova do Rei Tritão, que é fascinada pelo mundo humano.[25] O diretor Rob Marshall disse que "Halle possui aquela rara combinação de espírito, coração, juventude, inocência e substância — além de uma gloriosa voz para cantar — todas as qualidades intrínsecas necessárias para desempenhar este papel icônico",[26] e que o filme é sobre "[Ariel] encontrando sua voz [...] E isso imediatamente pareceu uma peça interessante e oportuna que ressoou com [a equipe de produção]".[27] Bailey disse que queria trazer "frescor" ao personagem.[28] Ela também disse que "é incrível que os diretores tenham sido tão ousados em pedir que [ela] mostrasse [seu] verdadeiro eu... foi uma experiência de crescimento muito divertida".[28] O co-protagonista Daveed Diggs disse que o remake dará "um pouco mais de poder" a Ariel do que o filme original.[29][30]
- Jonah Hauer-King como Eric, um príncipe por quem Ariel se apaixona depois de salvá-lo do afogamento, enquanto ele se torna determinado a encontrar Ariel.[31]
- Melissa McCarthy como Úrsula, a bruxa do mar traiçoeira e irmã de Tritão, com quem Ariel faz um acordo para se tornar humana, o que secretamente faz parte do plano de Úrsula para conquistar Atlântica.[32]
- Jessica Alexander como Vanessa, o alter ego humano de Úrsula, que ela usa para sabotar seu acordo com Ariel.[33]
- Javier Bardem como Rei Tritão, o pai de Ariel e governante de Atlântica que tem preconceito contra os humanos por um deles ter matado sua esposa.[34]
- Daveed Diggs como Sebastião, um Uca leal e servo de confiança do Rei Tritão que cuida de Ariel.[31][35]
- Awkwafina como Sabidão, um atobá estúpida e amiga de Ariel, a quem ela fornece descrições imprecisas de qualquer objeto que Ariel encontre.[27] O personagem será retratado como uma ave mergulhadora fêmea em vez de uma gaivota macho como no original, a fim de apresentar o personagem em cenas subaquáticas.
- Jacob Tremblay como Linguado, um ansioso mas nobre peixe-sargento-do-Indo-Pacífico que é o melhor amigo de Ariel.[36]
- Noma Dumezweni como Rainha Selina, mãe adotiva de Eric e governante do reino caribenho. Personagem nova criada para o filme.[37][38]
- Jude Akuwudike como Grimsby, o mordomo leal e confidente de Eric, que cuida para que Eric encontre a garota certa para se casar.[37]

Além disso, Martina Laird aparece como Lashana, uma das empregadas do castelo de Eric, que é baseada em Carlotta do filme de animação; Emily Coates aparece como Rosa, uma jovem que trabalha como empregada doméstica no castelo de Eric; Christopher Fairbank e John Dagleish aparecem como Hawkins e Mulligan, dois dos companheiros de navio de Eric; Jude Akuwudike aparece como Josué, um pescador que descobre Ariel em sua forma humana; Russell Balogh e Adrian Christopher aparecem como dois dos guardas do Rei Tritão. Também aparecem as filhas de Tritão e irmãs de Ariel (renomeadas para o filme) são elas: Lorena Andrea como Perla, Simone Ashley como Indira, Karolina Conchet como Mala, Sienna King como Tamika, Kajsa Mohammar como Karina, e Nathalie Sorrell como Caspia. Jodi Benson, a voz original de Ariel no filme de animação, aparece como vendedora de mercado durante o passeio de Ariel e Eric pelo reino.

## Produção

### Desenvolvimento
Em 25 de maio de 2016, a Deadline Hollywood informou que a Disney estava no início do desenvolvimento para uma adaptação em live-action de A Pequena Sereia (1989). Em 16 de agosto de 2016, foi anunciado que Lin-Manuel Miranda, um fã do filme original, iria co-produzir o filme com Marc Platt.
Em 6 de dezembro de 2017, foi noticiado que Rob Marshall estava sendo cortejado pela Walt Disney Company para dirigir o filme, enquanto Jane Goldman atuaria como roteirista. Em 5 de dezembro de 2018, Marshall revelou que ele, junto com John DeLuca e Marc Platt foram contratados para começar a desenvolver o projeto, e disse que "John e [Marshall] começaram nosso trabalho tentando explorar e descobrir", como ele sentiu que "é um filme muito complicado de levar da animação para live-action. Live-action é um outro mundo, então você tem que ter muito cuidado sobre como isso é feito, mas nós está começando a fase de exploração.". No mesmo mês, Marshall foi oficialmente contratado como diretor do filme. Durante uma entrevista em 21 de dezembro de 2018, Marshall revelou que o filme estava nos estágios iniciais de desenvolvimento, afirmando que o estúdio está tentando explorar maneiras de traduzir a história do filme original em live-action. Em 3 de julho de 2019, foi revelado que David Magee, que anteriormente escreveu o roteiro de O Retorno de Mary Poppins (2018), de Marshall, escreveu o roteiro com Goldman. Em 10 de fevereiro de 2020, Miranda revelou que os ensaios para o filme já haviam começado.

### Escalação do elenco
Os veteranos do estúdio, Lindsay Lohan e Chris Evans expressaram interesse em estrelar a adaptação. enquanto alguns fãs queriam que Ariana Grande interpretasse o papel de Ariel. Há rumores de que Zendaya recebeu a oferta do papel-título entre o final de 2018 e o início de 2019, mas afirmou continuamente que era "apenas um rumor".

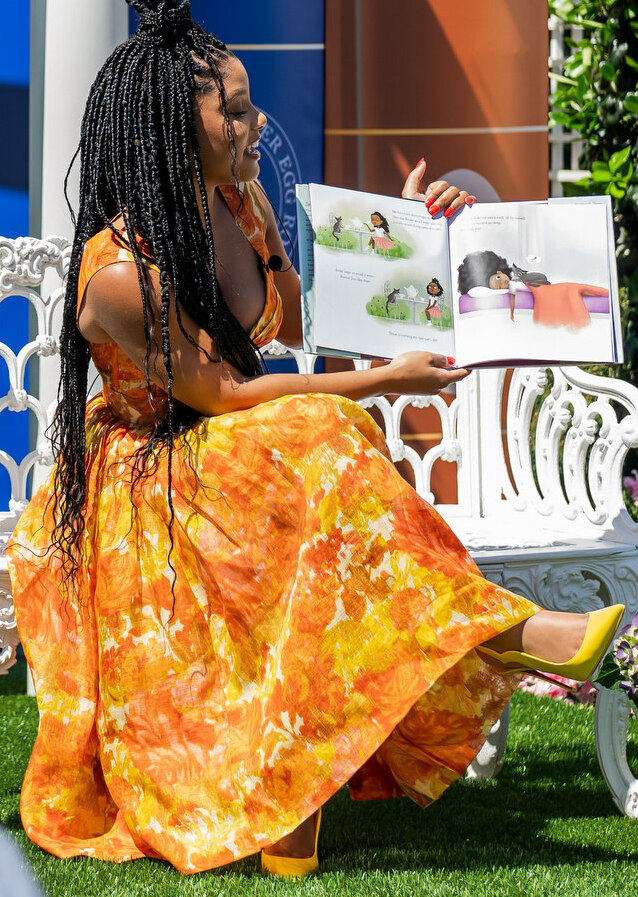
Halle Bailey interpreta Ariel.

Halle Bailey foi a primeira a fazer um teste para o papel depois que Rob Marshall a viu performar o single de Donny Hathaway de 1972 "Where Is the Love" no 61º Grammy Awards. De acordo com Marshall, centenas de outras garotas também tentaram o papel, mas ela "colocou a fasquia tão alta que ninguém a ultrapassou".
Em 28 de junho de 2019, foi anunciado que Melissa McCarthy estava em negociações para interpretar Úrsula no filme. Lizzo também fez testes para o papel de Ursula. No mês seguinte, Jacob Tremblay (como a voz de Flounder), Awkwafina (como a voz de Scuttle), Halle Bailey (como Ariel) e Javier Bardem (como Rei Triton) se juntaram ao elenco. Enquanto Harry Styles e Jack Whitehall estavam sendo considerados para o papel do Príncipe Eric. Os atores Asher Angel, Gavin Leatherwood, Christian Navarro, e Cameron Cuffe fizeram testes. No entanto, em agosto de 2019, foi revelado que Styles havia recusado; em novembro do mesmo ano, ele revelou em uma entrevista à Capital FM que havia “algumas coisas” que eles não conseguiam resolver, ele também afirmou “Acho que obviamente vai ser um filme incrível, mas eles filmam por tanto tempo e eu quero fazer uma turnê no próximo ano, talvez. Eu não anunciei isso ainda, mas sim, simplesmente não se alinhou”, no entanto, devido à pandemia de COVID-19, a turnê não aconteceu e o papel do Príncipe Eric acabou indo para o ator britânico Jonah Hauer-King.
O diretor Rob Marshall disse que "[Bailey] possui aquela rara combinação de espírito, coração, juventude, inocência e substância - além de uma gloriosa voz para cantar - todas as qualidades intrínsecas necessárias para desempenhar este papel icônico", e que o filme é sobre "[Ariel] encontrando sua voz [...] E isso imediatamente pareceu uma peça interessante e oportuna que ressoou com [a equipe de produção]". Bailey disse que queria trazer "frescor" ao personagem. Ela também disse que "[é] incrível que os diretores tenham sido tão ousados em pedir [a ela] para mostrar [seu] verdadeiro eu... foi uma experiência de crescimento muito divertida". A coestrela Daveed Diggs disse que o remake dará "um pouco mais de poder" a Ariel do que o filme original.
Em outubro, Daveed Diggs, que já havia trabalhado no musical de Miranda, Hamilton, se juntou ao elenco como a voz de Sebastian, o caranguejo. Em novembro de 2019, Jonah Hauer-King foi escalado como o Príncipe Eric. Cameron Cuffe também estava concorrendo para o papel, antes de Hauer-King ser escalado; ambos os quais foram testados ao lado de Bailey.
Em 18 de fevereiro de 2020, McCarthy confirmou sua escalação como Úrsula durante uma entrevista no The Ellen DeGeneres Show: "Eu interpreto Úrsula, a bruxa do mar. É tão divertido, estamos apenas nos ensaios. Foi uma explosão absoluta. o mundo de Rob Marshall, é como um sonho febril, eu acabei de ir para Londres por uma semana, eu estava tipo, 'Eu não posso ir para o acampamento de dança por uma semana.' O dia todo ele ficava tipo, 'Você quer deslizar por essa concha de molusco de 12 metros?' Eu fico tipo, 'Sim! Claro que sim. O que você é, louco?' Tem sido extremamente criativo.".
Em julho de 2020, foi anunciado que Kacey Musgraves estava sendo considerada para o papel de Vanessa (a forma humana de Úrsula), mas ela recusou o papel. Em outubro de 2020, a atriz Emily Coates se juntou ao filme em um papel não revelado. Em dezembro de 2020, a Disney anunciou oficialmente sete atores principais enquanto também divulgou o logotipo oficial do filme.
Em 5 de janeiro de 2021, Noma Dumezweni foi anunciado como tendo sido escalado para um papel não revelado. Em uma entrevista de 29 de março de 2021 para a revista Marie Claire, quando questionada sobre seu papel no filme, Dumezweni afirmou: "Posso dizer que estou fazendo isso. Posso dizer que estou muito animado. Eu posso te dizer que bati um papo com a equipe de cabelo e maquiagem outro dia e foi tipo, Yay!". Em maio de 2021, foi relatado que Dumezweni interpretaria Carlotta e que Jude Akuwudike havia sido escalado como Grimsby. Apesar de Dumezweni ter sido originalmente relatado como interpretando um papel criado para o remake, Carlotta estava, de fato, no filme de animação original.

#### Ataques Racistas e Campanhas de Boicote
Em julho de 2019, Halle Bailey foi anunciada como a atriz da Ariel no filme. Após o anúncio, a escalação dela foi muito criticada por fãs do filme de animação de 1989. Muitos fãs da animação disseram que o filme em live-action deveria ser o mais próximo possível do original e que, portanto, Halle não poderia ser a Ariel por ser negra, sendo que a personagem era originalmente branca e com cabelo ruivo. Alguns também disseram que o conto original de Hans Christian Andersen não menciona que a sereia é negra e que o próprio autor a descreve como tendo a pele clara. Então, muitos fãs da animação de 1989 disseram que não iriam assistir ao filme e lançaram a hashtag #NotMyAriel em protesto contra a escalação de Halle como Ariel. A hashtag em pouco tempo se espalhou pela internet. Vários veículos de comunicação criticaram essa reação dos fãs da animação, descrevendo-a como racista e defenderam Halle. Ainda em 2019, a Disney emitiu um comunicado defendendo a escalação de Halle como Ariel e Jodi Benson, voz da Ariel no filme de 1989, também a defendeu. A própria Halle se manifestou, dizendo que não deixou nada disso a abalar: "Eu não presto atenção na negatividade, eu apenas sinto que esse papel é algo maior do que eu. E vai ser lindo. Eu estou animada em ser parte disso".
A escalação de Halle como Ariel voltou a ser muito criticada em setembro de 2022, depois que o primeiro trailer do filme foi lançado. Criticando muito a escalação de Halle, muitos fãs da animação repetiram que não iriam assistir ao filme e começaram a fazer campanhas para que o filme fosse boicotado. Após a estreia, muitos deles também passaram a criticar o filme em sites de avaliação na internet, numa tentativa de reduzir a aprovação do filme e assim afastar o público dele. Isso levou os sites a mudar a forma de avaliação e a emitir um alerta para críticas questionáveis sobre o filme. Várias personalidades, como Rachel Zegler (atriz da Branca de Neve em outro live-action) e o diretor Rob Marshall saíram em defesa de Halle e muitos veículos de comunicação defenderam a atriz novamente, chamando essa reação dos fãs da animação de racista. Bailey se manifestou novamente, repetiu que não se deixou abalar e disse estar feliz por fazer uma nova versão da Ariel: "Eu sei o que significaria para mim, como uma garotinha, se tivesse visto uma Ariel negra quando eu era criança - ela estaria gritando de felicidade".

### Filmagens
As filmagens foram originalmente agendadas para começar em Londres no final de março ou início de abril de 2020, no entanto, foi adiado devido à pandemia de COVID-19. Fotos do cenário no Pinewood Studios em Londres, Inglaterra, vazaram algumas semanas após o encerramento da produção, mostrando imagens aéreas do navio do Príncipe Eric, bem como imagens internas do que parece ser seu castelo. Em 29 de julho de 2020, com base em uma postagem nas redes sociais, Jacob Tremblay começou a gravar suas falas para o filme. As filmagens estavam programadas para recomeçar em 10 de agosto de 2020. No entanto, foi adiado mais uma vez para novembro/início de dezembro de 2020, a fim de acomodar o cronograma de produção de Melissa McCarthy para a minissérie Nine Perfect Strangers do Hulu.
Em novembro de 2020, o novo CEO da Disney, Bob Chapek, anunciou que as filmagens de todos os filmes adiados pelo coronavírus haviam retomado as filmagens e, em alguns casos, concluído as gravações.
Em dezembro de 2020, McCarthy afirmou que ela provavelmente começaria a filmar o filme em janeiro de 2021. No mês seguinte, Daveed Diggs falou sobre a grande quantidade de trabalho que ele teve que fazer quando se tratava de preparar e gravar diálogos para o papel de Sebastian.
As filmagens começaram oficialmente no Pinewood Studios em Iver, Inglaterra, em 30 de janeiro de 2021. As cenas de Melissa McCarthy começaram a ser filmadas em abril de 2021. Em 6 de abril de 2021, foi anunciado que as filmagens aconteceriam durante o verão de Sardenha, Itália, por um total de "cerca de três meses.". Em junho de 2021, a produção foi temporariamente interrompida devido a vários membros da equipe do filme contraindo COVID-19. As filmagens foram retomadas cerca de uma semana depois e foram oficialmente concluídas em 11 de julho de 2021.
O diretor do filme, Rob Marshall, revelou que, durante a filmagem de uma das cenas na sala do trono do rei, o ator Javier Bardem caiu acidentalmente de uma altura entre 4 e 12 metros. A queda assustou toda a equipe, mas Bardem não sofreu ferimentos e as filmagens seguiram normalmente.

#### Processo
Em agosto de 2023, a artista de efeitos especiais Christine Overs entrou com um processo contra os produtores do filme por causa de um acidente ocorrido no set de filmagens de A Pequena Sereia, em que Christine caiu de uma escada e quebrou o pulso. Christine pede uma indenização de 150 mil euros (o equivalente a 190 mil dólares). A Sandcastle Pictures, produtora pertencente à Disney e encarregada da produção, assumiu a responsabilidade pelo acidente, mas contesta o valor que Christine pede.

## Música
Em 17 de março de 2017, foi anunciado que Alan Menken, que anteriormente compôs e co-escreveu canções para o filme original, voltaria como o compositor do filme e para escrever novas canções ao lado do produtor Lin-Manuel Miranda. Três meses depois, Menken afirmou que seu trabalho na música do filme foi suspenso devido aos compromissos de Miranda e Marc Platt com Mary Poppins Returns. Em 20 de maio de 2019, Menken afirmou que A Pequena Sereia seria seu próximo projeto, após o lançamento da adaptação em live-action de Aladdin, e em 9 de julho, ele e Miranda começaram a trabalhar em novas músicas para o filme. Ao substituir o letrista do filme original, o falecido Howard Ashman, Miranda sentiu que "[ele] definitivamente ficará aquém" do trabalho de Ashman, argumentando que "ninguém pode escrever como ele". Em 17 de setembro de 2019, foi relatado que Menken e Miranda escreveram uma nova canção para o príncipe Eric, que Menken confirmou em 11 de outubro de 2019, e revelou que ele e Miranda escreveram "quatro ou cinco novas canções" para o filme, incluindo uma nova música para Eric e Ariel, uma nova música para o Rei Tritão e também uma música para Sabidão. Em 16 de janeiro de 2020, Halle Bailey confirmou que a música "Part of Your World", do filme original, aparecerá no remake. Em 10 de fevereiro de 2020, Miranda revelou que ele e Menken escreveram quatro novas canções para o filme. Em 22 de março de 2020, Menken revelou que as músicas do filme já foram gravadas. Em 19 de fevereiro de 2021, Menken disse que as novas canções seriam uma "mistura" de seu estilo com o de Miranda. Ele elaborou que as canções contariam com "algum rap" na veia dos trabalhos anteriores de Miranda, bem como um estilo mais próximo de seu trabalho usual.
A nova canção feita para o Rei Tritão, "Impossible Child", acabou sendo cortada do filme na edição final. Javier Bardem, intérprete do Tritão, contou que o motivo do corte foi porque a música, em um dado momento, iria revelar um spoiler do final do filme. "Se tivesse sido colocada no momento planejado, teria mostrado um lado vulnerável do rei que talvez não fosse bom ver naquela hora. Embora tenha me dado muita pena, entendi porque a música não entrou", disse Barden.

## Lançamento
The Little Mermaid foi lançado nos cinemas dos Estados Unidos em 26 de maio de 2023. O filme foi originalmente planejado para ser lançado em 2021 ou 2022, mas foi adiado devido a vários atrasos na produção resultantes da pandemia de COVID-19. Por causa da pandemia e seus impactos na produção e nas filmagens, o orçamento do filme, que inicialmente seria de U$ 250 milhões, saltou para U$ 297 milhões. Mas o governo do Reino Unido deu U$ 56,8 milhões para ajudar a produção, o que reduziu o orçamento para U$ 240,2 milhões.

## Recepção

### Pré-lançamento
A Variety informou que o teaser trailer oficial de A Pequena Sereia obteve mais de 104 milhões de visualizações globais durante o primeiro fim de semana após seu lançamento. Ele superou os recentes lançamentos live-action da Disney, incluindo A Bela e a Fera, com 94 milhões, Aladdin, com 74 milhões, e Cruella, com 68 milhões. Após o lançamento do trailer em setembro de 2022, um vídeo de diversas crianças negras reagindo emocionalmente a ele viralizou. Em dezembro de 2022, o filme ficou em terceiro lugar como o "Filme de Família Mais Esperado" de 2023 em uma pesquisa realizada pela Fandango Media, enquanto Halle Bailey e Melissa McCarthy ficaram em primeiro lugar como a "Nova Performance Mais Esperada na Tela Grande" e "Vilã Mais Esperada", respectivamente.
Após sua estreia durante a 95ª edição do Oscar, em 12 de março de 2023, o trailer oficial teria gerado mais de 108 milhões de visualizações globais em suas primeiras 24 horas. Agora está entre os trailers mais assistidos de qualquer título reimaginado no crescente elenco live-action da Disney, e o maior para um título live-action da Disney desde o remake de O Rei Leão de 2019.
Uma exibição de teste privada do corte final do filme ocorreu em 30 de abril de 2023 no The Whitby Hotel, em Nova York. O evento, organizado por Marshall e DeLuca, contou com a presença de 80 celebridades e profissionais do setor.
A Disney gastou aproximadamente U$ 140 milhões em campanhas de marketing para promover o filme.

### Bilheteria
A Pequena Sereia estreou nos Estados Unidos em 26 de maio de 2023 e arrecadou U$ 38 milhões no primeiro dia, incluindo U$ 10,3 milhões nas prévias de quinta a noite. O filme estreou arrecadando U$ 95,6 milhões no fim de semana tradicional e U$ 118,8 milhões nos primeiros quatro dias em cartaz, liderando a bilheteria nos Estados Unidos e tornando-se a quinta maior abertura ocorrida na história do feriado Memorial Day. Nos Estados Unidos, a estreia de A Pequena Sereia superou a de Aladdin, que obteve U$ 91,5 milhões no fim de semana e U$ 116,8 milhões em quatro dias em 2019. No entanto, fora dos Estados Unidos, a bilheteria do primeiro final de semana ficou abaixo das expectativas, arrecadando apenas U$ 68,3 milhões em 51 países. Isso ocorreu, em grande parte, por causa do desempenho do filme na Ásia, que foi considerado muito abaixo do esperado. Na China, importante país do mercado asiático, o filme teve um desempenho muito decepcionante no fim de semana de estreia: lá, o filme arrecadou apenas U$ 2,5 milhões no primeiro final de semana, muito abaixo de outros live-actions da Disney. Já as maiores bilheterias do filme fora dos Estados Unidos nos primeiros quatro dias em cartaz foram no México (U$ 8,5 milhões), no Reino Unido (U$ 6,3 milhões), na Itália (U$ 4,7 milhões), no Brasil e na Austrália (ambos com cerca de U$ 4 milhões). Um especialista em bilheteria disse ao Deadline Hollywood que o primeiro final de semana do filme fora dos Estados Unidos "não foi uma grande decepção, mas uma decepção, no entanto" e especialistas atribuíram o desempenho do filme fora dos Estados Unidos ao bombardeio de críticas que o filme recebeu antes mesmo da estreia por causa da escalação de Halle como Ariel, o que teria tirado a vontade de muitas pessoas de assisti-lo. Em resposta, vários sites, como o IMDb, mudaram a forma dos usuários classificarem o filme, para evitar que o filme fosse mais prejudicado pelas críticas. Nas semanas seguintes, o filme seguiu bem nos cinemas dos Estados Unidos, mas foi perdendo público para alguns estreantes, como Homem-Aranha: Através do Aranhaverso e Transformers: O Despertar das Feras. O filme permaneceu entre as dez maiores bilheterias nos Estados Unidos por oito semanas. Mas na Ásia, principalmente na China e na Coréia do Sul, dois grandes mercados do continente, o filme continuou tendo um desempenho muito fraco. Nos primeiros dez dias, o filme obteve apenas U$ 3,6 milhões na China e U$ 4,4 milhões na Coréia do Sul. Por outro lado, em outros países da Ásia, o filme obteve algum destaque. Nas Filipinas, por exemplo, o filme arrecadou mais do que Super Mario Bros. O Filme e Guardiões da Galáxia Vol. 3 nas bilheterias. O filme também alcançou sucesso no Japão depois de ter arrecadado U$ 10,3 milhões em suas duas primeiras semanas de lançamento. Em 27 de junho de 2023, logo após completar um mês em cartaz, A Pequena Sereia atingiu a marca de U$ 500 milhões nas bilheterias mundiais. O número é considerado bom, porém o filme ainda precisava arrecadar mais para dar lucro ao estúdio. Segundo cálculos do Deadline Hollywood, o filme precisaria arrecadar pelo menos U$ 560 milhões para se tornar lucrativo e, nas semanas seguintes, o filme conseguiu atingir essa marca. Os cálculos do Deadline se basearam no orçamento de U$ 250 milhões inicialmente previsto, então o lucro deve ter sido maior, já que o orçamento acabou sendo de U$ 240,2 milhões. Até setembro de 2023, A Pequena Sereia conseguiu um total de U$ 569,6 milhões nas bilheterias, sendo U$ 298,2 milhões nos Estados Unidos e U$ 271,4 milhões em outros territórios. Seu desempenho na China e na Coréia do Sul, dois dos principais países da Ásia, terminou mesmo sendo muito fraco, sendo que nesses dois países a bilheteria foi fortemente impactada pelas reações negativas contra a escalação de Halle como Ariel. O filme obteve apenas U$ 3,7 milhões na China e U$ 5 milhões na Coréia do Sul, muito menos do que Aladdin por exemplo, que obteve U$ 53 milhões na China e U$ 91 milhões na Coréia do Sul. Mas nos Estados Unidos e em parte da América Latina, da Europa e da Oceania, A Pequena Sereia foi muito bem nas bilheterias. As maiores bilheterias do filme fora dos Estados Unidos foram no Reino Unido (U$ 34,1 milhões), no Japão (U$ 23,9 milhões), no México (U$ 20,9 milhões), no Brasil (U$ 17,3 milhões) e na Austrália (U$ 15 milhões). Apesar das críticas, campanhas de boicote e do desempenho abaixo do esperado, o filme ainda conseguiu ficar entre as 10 maiores bilheterias dos cinemas em 2023, em 9º lugar.

### Resposta da crítica
No site agregador de críticas Rotten Tomatoes, 67% das 315 avaliações dos críticos são positivas, com uma classificação média de 6,3/10. O consenso do site diz: "Com Halle Bailey fazendo um grande sucesso no papel-título, o live-action da Pequena Sereia da Disney está entre as imaginações mais agradáveis do estúdio". Já o Metacritic, que usa uma média ponderada, atribuiu ao filme uma pontuação de 59 de 100, com base em 53 críticos, indicando "críticas mistas ou médias". Os entrevistados pelo PostTrak deram uma pontuação geral positiva de 91%, com 76% dizendo que definitivamente recomendariam o filme. O público pesquisado pelo CinemaScore deu ao filme uma nota média de "A" em uma escala de A+ a F.
Um editorial do tabloide estatal chinês Global Times acusou a Disney de "inclusão forçada de minorias" e "narrativa preguiçosa e irresponsável" no filme, ecoando as opiniões de alguns usuários das redes sociais na Ásia; e atribuiu o fraco desempenho do filme na China a "tentativa da Disney de transformar contos clássicos em 'sacrifícios de cordeiro' para o politicamente correto".

## Prêmios e Indicações
| Prêmio                                       | Data da cerimônia       | Categoria                                                        | Indicação                                                                               | Resultado | Ref.            |
| -------------------------------------------- | ----------------------- | ---------------------------------------------------------------- | --------------------------------------------------------------------------------------- | --------- | --------------- |
| The Queerties                                | 28 de fevereiro de 2023 | Próxima Grande Coisa                                             | A Pequena Sereia                                                                        | Venceu    | [ 159 ]         |
| Golden Trailer Awards                        | 29 de junho de 2023     | Melhor Trilha Sonora original                                    | "Above" (Level Up AV)                                                                   | Indicado  | [ 160 ] [ 161 ] |
| Bulletin Awards                              | 18 de agosto de 2023    | Filme do Ano                                                     | A Pequena Sereia                                                                        | Venceu    | [ 162 ]         |
| Bulletin Awards                              | 18 de agosto de 2023    | Melhor Ator ou Atriz em Filme                                    | Halle Bailey (A Pequena Sereia)                                                         | Venceu    | [ 162 ]         |
| Hollywood Music in Media Awards              | 15 de novembro de 2023  | Melhor Canção Original em Filme de Ficção Científica ou Fantasia | Alan Menken e Lin-Manuel Miranda ("Tudo Tão Novo")                                      | Indicado  | [ 163 ] [ 164 ] |
| Hollywood Music in Media Awards              | 15 de novembro de 2023  | Melhor Canção Original em Filme de Ficção Científica ou Fantasia | Alan Menken e Lin-Manuel Miranda ("No Fundo Dessas Águas")                              | Indicado  | [ 163 ] [ 164 ] |
| Hollywood Music in Media Awards              | 15 de novembro de 2023  | Melhor Performance em Canção na Tela (Filme)                     | Halle Bailey ("Tudo Tão Novo")                                                          | Indicado  | [ 163 ] [ 164 ] |
| Hollywood Music in Media Awards              | 15 de novembro de 2023  | Filme com Tema Musical, Biográfico ou Musical                    | A Pequena Sereia                                                                        | Indicado  | [ 163 ] [ 164 ] |
| North Texas Film Critics Association (NTFCA) | 14 de dezembro de 2023  | Melhor Novato (a)                                                | Halle Bailey (por A Pequena Sereia e The Color Purple)                                  | Indicado  | [ 165 ]         |
| Black Reel Awards                            | 16 de janeiro de 2024   | Excelente desempenho inovador                                    | Halle Bailey (A Pequena Sereia)                                                         | Indicado  | [ 166 ] [ 167 ] |
| Black Reel Awards                            | 16 de janeiro de 2024   | Excelente trilha sonora                                          | A Pequena Sereia                                                                        | Indicado  | [ 166 ] [ 167 ] |
| Saturn Awards                                | 4 de fevereiro de 2024  | Melhor Filme de Fantasia                                         | A Pequena Sereia                                                                        | Indicado  | [ 168 ] [ 169 ] |
| Saturn Awards                                | 4 de fevereiro de 2024  | Melhor Atriz Coadjuvante em Filme                                | Melissa McCarthy                                                                        | Indicado  | [ 168 ] [ 169 ] |
| Saturn Awards                                | 4 de fevereiro de 2024  | Melhor Jovem Ator/Atriz em Filme                                 | Halle Bailey                                                                            | Indicado  | [ 168 ] [ 169 ] |
| Saturn Awards                                | 4 de fevereiro de 2024  | Melhor Música em Filme                                           | Alan Menken                                                                             | Indicado  | [ 168 ] [ 169 ] |
| Set Decorators Society of America Awards     | 13 de fevereiro de 2024 | Melhor Decoração/Design em um Filme de Comédia ou Musical        | John Myhre (A Pequena Sereia)                                                           | Indicado  | [ 170 ] [ 171 ] |
| Annie Awards                                 | 17 de fevereiro de 2024 | Melhor animação de personagens em um Live-Action                 | Pablo Grillo, Kayn Garcia, Ferran Casas, Stuart Ellis e Joseph Lewis (A Pequena Sereia) | Indicado  | [ 172 ]         |
| People's Choice Awards                       | 18 de fevereiro de 2024 | Filme do Ano                                                     | A Pequena Sereia                                                                        | Indicado  | [ 173 ]         |
| People's Choice Awards                       | 18 de fevereiro de 2024 | Melhor Atuação Cinematográfica do ano                            | Melissa McCarthy                                                                        | Indicado  | [ 173 ]         |
| People's Choice Awards                       | 18 de fevereiro de 2024 | Estrela Feminina de Cinema do ano                                | Halle Bailey                                                                            | Indicado  | [ 173 ]         |
| The Fido Awards                              | 10 de março de 2024     | Blockbuster                                                      | Gary, o australiano (pelo cachorro Max, o cão pastor inglês)                            | Venceu    | [ 174 ]         |
| NAACP Image Awards                           | 16 de março de 2024     | Melhor Atriz em Filme                                            | Halle Bailey                                                                            | Indicado  | [ 175 ]         |
| NAACP Image Awards                           | 16 de março de 2024     | Excelente trilha sonora/álbum de complicação                     | A Pequena Sereia                                                                        | Indicado  | [ 175 ]         |
| BET Awards                                   | 30 de junho de 2024     | Melhor Filme                                                     | A Pequena Sereia                                                                        | Indicado  | [ 176 ] [ 177 ] |
| BET Awards                                   | 30 de junho de 2024     | Melhor Atriz                                                     | Halle Bailey (por A Pequena Sereia e The Color Purple)                                  | Indicado  | [ 176 ] [ 177 ] |
| Nickelodeon Kids' Choice Awards              | 13 de julho de 2024     | Filme Favorito                                                   | A Pequena Sereia                                                                        | Indicado  | [ 178 ]         |
| Nickelodeon Kids' Choice Awards              | 13 de julho de 2024     | Atriz Favorita de Filme                                          | Halle Bailey                                                                            | Indicado  | [ 178 ]         |
| Nickelodeon Kids' Choice Awards              | 13 de julho de 2024     | Atriz Favorita de Filme                                          | Melissa McCarthy                                                                        | Indicado  | [ 178 ]         |
| Nickelodeon Kids' Choice Awards              | 13 de julho de 2024     | Vilã Favorita                                                    | Melissa McCarthy                                                                        | Indicado  | [ 178 ]         |

## Futuro

### Sequência Cancelada
Em setembro de 2021, foi anunciado que a Disney havia começado negociações sobre uma possível sequência. Em outubro de 2022, após a repercussão positiva de crianças negras assistindo ao trailer, surgiram rumores de que a Disney havia entrado em contato com Halle Bailey para negociar uma possível sequência. Em abril de 2023, o diretor Rob Marshall falou que o filme poderia ganhar uma sequência se fosse bem sucedido nos cinemas. Em maio de 2023, os atores Halle Bailey e Jonah Hauer-King, intérpretes da Ariel e do príncipe Eric, relembraram a sequência da animação, A Pequena Sereia 2: O Retorno para o Mar, disseram que gostam dela e que aceitariam retornar se ela também fosse adaptada para um live-action. Em janeiro de 2025, o The InSneider apurou que a Disney descartou fazer uma sequência do filme, devido ao desempenho abaixo do esperado nas bilheterias e a recepção mista do público e da crítica especializada ao filme. Apesar disso, o estúdio ainda quer trabalhar com a atriz Halle Bailey em novos projetos.

### Spin-off
Em 13 de junho de 2023, a Disney anunciou que o filme terá um spin-off: uma série infantil feita totalmente em CGI chamada Ariel. A série, produzida pelo Disney Junior, estreou no Disney+ no dia 7 de agosto de 2024.

## Mídia Doméstica
A partir do dia 6 de setembro de 2023, o filme entrou no serviço de streaming da Disney, o Disney+. Em apenas cinco dias, o filme obteve 16 milhões de visualizações no Disney+, tornando-se até então a maior estreia na plataforma desde que a Disney começou a revelar os números das estreias no streaming. Na semana seguinte, esse recorde foi superado por Elementos, que obteve 26,4 milhões de visualizações em cinco dias.
Nos Estados Unidos, o filme também foi lançado em Ultra HD Blu-ray, Blu-ray e DVD em 19 de setembro de 2023.